# کامرین مگنس
کامرین مگنس (به انگلیسی: Camryn Magness) (زاده ۱۴ ژوئیهٔ ۱۹۹۹) خواننده، موسیقی‌دان، بازیگر آمریکایی است.